# سرژ کیزا
سرژ کیزا (فرانسوی: Serge Chiesa‎؛ زادهٔ ۲۵ دسامبر ۱۹۵۰) بازیکن سابق فوتبال اهل فرانسه است.
از باشگاه‌هایی که در آن بازی کرده‌است می‌توان به باشگاه فوتبال المپیک لیون اشاره کرد.
وی همچنین در تیم ملی فوتبال فرانسه بازی کرده‌است.